# Nick Brignola
Nick Brignola (Troy (New York), 17 juli 1936 – Albany (New York), 8 februari 2002) was een Amerikaanse jazzmuzikant (zang, saxofoon, klarinet, fluit).

## Biografie
Nick werd geboren op 17 juli 1936 in Troy, New York in een muzikaal gezin waarin zijn vader tuba speelde en zijn oom banjo. Als een grotendeels autodidactische muzikant ontwikkelde hij zijn vaardigheid op al zijn instrumenten met behulp van onconventionele technieken, waardoor zijn spel een ongeëvenaarde vloeiendheid kreeg. Op 11-jarige leeftijd begon hij met klarinet spelen en in de jaren daarna leerde hij zowel alt- en tenorsaxofoons als fluit spelen. Op 20-jarige leeftijd liet hij zijn altsaxofoon achter om gerepareerd te worden en de enige hoorn die de winkel hem kon lenen was de baritonsax. Daarna werd de baritonsax zijn belangrijkste, maar niet enige instrument. Tijdens zijn opleiding aan het Ithaca College in New York maakten Brignola en enkele van zijn medestudenten een opname, die een DownBeat Magazine-prijs won voor de beste studiegroep van het jaar. De prijs bood de groep jonge muzikanten veel kansen, waaronder het opnemen van een album, optredens op verschillende festivals en een optreden in Café Bohemia in Greenwich Village. In de DownBeat-critici-enquête werd hij bestempeld als een nieuwe ster. De hernieuwde roem leverde hem de Benny Goodman Scholarship op aan het prestigieuze Berklee College of Music in Boston. Tijdens zijn tijd bij Berklee maakte hij een opname met de legendarische professor en muzikant Herb Pomeroy en smeedde hij relaties met levenslange muzikale vrienden, waaronder Dick Berk. Nick heeft echter niet lang in Berklee verbleven. Zijn populariteit bracht hem in het muziekcircuit en leidde hem naar een optreden met veel gevestigde muzikanten.
In de jaren 1960 toerde Nick met trompettist Ted Curson, wat hem zijn eerste internationale bekendheid opleverde. Nick en Ted bleven vrienden voor de rest van Nicks leven. Ze kwamen halverwege de jaren 1970 weer bij elkaar en speelden verschillende optredens in het Tin Palace in New York, waar de band hun enige album opnam. Halverwege de jaren 1970 hoorde Nick ook een groep genaamd Petrus in de Last Chance Saloon in Albany (New York). Het werd geleid door pianist Phil Markowitz met Gordon Johnson op bas en Ted Moore op drums. Het trio begon op de Eastman School of Music in Rochester (New York). Ze waren een fusiongerichte band die sterk werd beïnvloed door Chick Corea. Nick sloot zich aan bij de band, die bekend werd als Nick Brignola en Petrus en hoewel ze nooit opnamen maakten, kreeg ze veel lovende kritieken voor hun werk samen.
Gedurende deze tijd speelde Nick ook op de reguliere zondagavondsessies, die werden gehouden in de Ramada Inn in Schenectady. Het was daar dat hij speelde met veel van zijn favoriete muzikanten, zoals Cecil Payne, Woody Shaw, Jon Faddis, Chet Baker en Bill Watrous. Zijn band met Watrous was bijzonder toevallig en zij onderhielden jarenlang contact. Hij speelde ook met dixieland/swingtrompettist Doc Cheatham en de twee werden een connectie voor wederzijdse bewondering. Er zijn verschillende bootleg-opnamen van Nicks optredens beschikbaar op internet. Een ander hoogtepunt in Nicks carrière was de serie Many Styles of Nick Brignola, waarin Nick drie duidelijk verschillende jazzstijlen speelde. De eerste set was een swing/dixie met sterren als Doc Cheatham, Jimmy McPartland en Helen Humes. De tweede set was gewijd aan bop met Chet Baker, Thad Jones en Jack Wilkins. Zijn laatste set was met Petrus, zijn toenmalige werkgroep, waar ze zowel fusion als avant-gardejazz speelden. Twee van dergelijke uitvoeringen werden gehouden in de Cohoes Music Hall in Cohoes en de laatste in de Page Hall in Albany, New York.
Hoewel Nick vooral bekend stond als orkestleider, trad hij op en bracht hij albums uit met vele bekende en gevestigde muzikanten. Hij nam het album Baritone Madness op met een van zijn idolen, bop-zwaargewicht Pepper Adams. Hij bracht verschillende tribute-albums uit met een al even verbluffende cast van muzikanten, die respect betuigden voor Gerry Mulligan en Lee Morgan. Hij speelde een integrale rol in de drie-baritonsaxband, die ook een eerbetoon was aan Gerry Mulligan. Hij nam twee ongelooflijke sets op in de Sweet-Basil Lounge in New York met Randy Brecker en Claudio Roditi en speelde samen met collega-baritonsaxofonist Ronnie Cuber op het album Baritone Explosion met Rein De Graaff.

## Overlijden
Nick Brignola overleed in februari 2002 op 65-jarige leeftijd aan de gevolgen van kanker.

## Discografie

### Als leader
- 1967: This Is It! (Priam)
- 1978: Baritone Madness (Bee Hive)
- 1979: L.A. Bound (Sea Breeze)
- 1979: New York Bound (Interplay)
- 1980: Burn Brigade (Bee Hive)
- 1983: Signals...in from Somewhere (Discovery)
- 1984: Northern Lights (Discovery)
- 1988: Raincheck (Reservoir)
- 1990: On a Different Level (Reservoir)
- 1991: What it Takes (Reservoir)
- 1992: It's Time (Reservoir)
- 1993: Live at Sweet Basil First Set (Reservoir)
- 1994: Like Old Times (Reservoir)
- 1994: Nick Brignola & the Endangered Species (Hang)
- 1996: The Flight of the Eagle (Reservoir)
- 1998: Poinciana (Reservoir)
- 1998: Spring Is Here (Koch)
- 1999: All Business (Reservoir)
- 2001: D.E.W. East Meets Nick Brignola (Cornerstone)
- 2001: Tour de Force (Reservoir)
- 2003: Things Ain't What They Used to Be (Reservoir)

### Als sideman
Met Ted Curson
- 1976: Jubilant Power (Inner City)
- 1977: Quicksand (Atlantic)
- 1981: Snake Johnson (Chiaroscuro)

Met Sal Salvador
- 1963: You Ain't Heard Nothin' Yet! (Dauntless)
- 1978: Starfingers (Bee Hive)
- 1983: In Our Own Sweet Way (Stash)
- 1985: Plays Gerry Mulligan (Stash)

Met anderen
- 1986: Dick Berk, More Birds Less Feathers (Discovery)
- 1993: Dick Berk, Music of Rodgers & Hart (Trend)
- 1977: David Friesen, Waterfall Rainbow (Inner City)
- 1964: Woody Herman, Woody Herman 1964 (Philips)
- 1995: Frank Mantooth, Sophisticated Lady (Sea Breeze)
- 1989: Mingus Dynasty, Live at the Theatre Boulogne-Billancourt/Paris, Vol. 1 (Soul Note)
- 1993: Mingus Dynasty, Live at the Theatre Boulogne-Billancourt/Paris, Vol. 2 (Soul Note)
- 1994: Tisziji Munoz, Live Again! At Page Hall met Nick Brignola (Anami Music)
- 1978: Sal Nistico, Neo/Nistico (Bee Hive)
- 1994: Claudio Roditi, Free Wheelin (Reservoir)
- 1988: Phil Woods, Evolution (Concord)
- 1991: Phil Woods, Real Life (Chesky)

- Bibliothèque nationale de France: cb13921519k (data)
- Gemeinsame Normdatei: 134978668
- International Standard Name Identifier: 0000 0000 3232 3390
- Library of Congress Control Number: n91081752
- MusicBrainz: 058898c6-3ba3-4e6d-bdc1-ed965ecc07c3
- Nederlandse Thesaurus van Auteursnamen: 096566094
- Système universitaire de documentation: 156627043
- Virtual International Authority File: 2658295
- WorldCat: E39PBJbGRXrcRFBrWRYdVRQpfq